# Tropidion mirabile
Tropidion mirabile là một loài bọ cánh cứng trong họ Cerambycidae.